# Perry Farrell
Peretz Bernstein (* 29. března 1959 Queens, New York, USA), známý jako Perry Farrell, je americký zpěvák, skladatel a hudebník.

## Mládí
Narodil se 29. března 1959 v newyorské čtvrti Queens. Vyrůstal v židovské rodině, jeho matka byla výtvarnice a otec klenotník. Když mu byly tři roky, tak jeho matka spáchala sebevraždu. Ve svých písních na tuto skutečnost někdy poukazuje. Základní školu strávil ve Woodmere na Long Islandu, než se jeho rodina přestěhovala na Floridu.
Jeho rodina se přestěhovala do North Miami Beach na Floridě. Po absolvování střední školy odjel autobusem do Kalifornie. Kromě několika věcí si vzal surfovací prkno, umělecké materiály a marihuanu. Jako své hudební vlivy uvádí skupiny The Beatles, The Rolling Stones, Led Zeppelin, Sly and the Family Stone a James Brown.
Na začátku 80. let 20. století působil jako zpěvák v losangeleském klubu. Během tohoto pobytu často přespával v autě. V této době začal poslouchat Davida Bowieho, Iggyho Popa a Lou Reeda.

## Kariéra
Svou kariéru zahájil na počátku 80. let 20. století ve skupině Psi Com. Následně se stal frontmanem skupiny Jane's Addiction. Skupina se rychle stala klíčovým aktérem losangeleské hudební scény 80. let. Kapela mísí punk, metal a psychedelický rock, a vytváří tak jedinečný zvuk. Známá se stala jejich odvážná živá vystoupení, která přispěla k zpopularizování alternativní hudby.
Během rozlučkového turné skupiny Jane's Addiction v roce 1991 založil kapelu Lollapalooza, která se vyvinula v každoroční festival mnoha žánrů. Dále je frontmanem kapely Porno for Pyros.
Skupina Jane's Addiction již několikrát ukončila své působení a po několika letech se opět vrátila. Během posledního návratu v září roku 2024 napadl kytaristu a kolegu ze skupiny Dava Navarra. Následně bylo celé návratové turné zrušeno. Zbývající členové plánovali pokračovat i bez Farrella. Později však oznámili, že skupina pokračovat nebude.

V červenci 2025 Eric Avery, Dave Navarro a Stephen Perkins zažalovali Perryho Farrella za napadení, ublížení na zdraví, úmyslné způsobení emocionální újmy, nedbalost, porušení fiduciární povinnosti a porušení smlouvy. V žalobě požadují odškodné ve výši nejméně 10 milionů dolarů za zrušení turné a rozpad kapely a žádají, aby uhradil nevyrovnané náklady související se zrušeným turné a nemožností nahrát nové skladby, k čemuž je kapela smluvně zavázána. Perry Farrell následně podal vlastní žalobu, v níž obvinil své spoluhráče z šikany, napadení a ublížení na zdraví a z obtěžování na pódiu během vystoupení. Farrell také požaduje náhradu škody za pomluvu. Tvrdí, že ostatní členové ho v médiích nepravdivě popsali jako osobu trpící špatným duševním zdravím a alkoholismem.

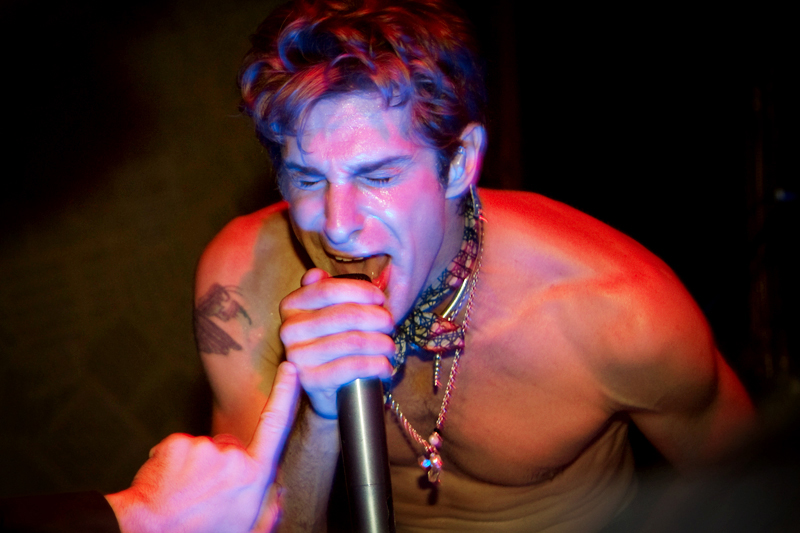
Perry Farrell během vystoupení v roce 2009

## Osobní život
Během turné se seznámil s Etty Lau Farrellovou. Vzali se v roce 2002. Mají spolu dvě děti.

## Diskografie

#### Psi Com
- 1985 Psi Com EP

#### Jane's Addiction
- 1987 Jane's Addiction
- 1988 Nothing's Shocking
- 1990 Ritual de lo Habitual
- 1991 Live and Rare (kompilace)
- 1997 Kettle Whistle (kompilace)
- 2003 Strays
- 2006 Up from the Catacombs (album nejlepších hitů)
- 2009 A Cabinet of Curiosities (box set)
- 2011 The Great Escape Artist

#### Porno for Pyros
- 1993 Porno for Pyros
- 1996 Good God's Urge

#### Solo
- 1999 Rev (kompilace)
- 2001 Song Yet to Be Sung
- 2019 Kind Heaven
- 2021 The Glitz; The Glamour

#### Satellite Party
- 2007 Ultra Payloaded